# Jeff Clyne
Jeffrey Ovid 'Jeff' Clyne (Londen, 29 januari 1937 – aldaar, 16 november 2009) was een Britse musicus. Hij was een muzikale autodidact. Vanaf het midden van de jaren vijftig speelde Clyne contrabas in diverse jazzformaties.

## Loopbaan
Clyne speelde vanaf 1958 zo'n tien jaar in de Jazz Couriers met Tubby Hayes en Ronnie Scott. In de jaren zestig speelde hij in de avant-garde-jazzwereld, onder meer met het Spontaneous Music Ensemble en Amalgam. Rond 1969 werkte hij met Gordon Beck. Hij is onder meer te horen op het album Experiments With Pops, samen met John McLaughlin en Tony Oxley. In deze tijd begon hij ook op de basgitaar. Als basgitarist speelde hij vanaf het begin zo'n twee jaar mee in Nucleus.
Clyne speelde in de jaren zeventig in allerlei formaties van de Canterbury-scene mee, onder meer in Isotope en Gilgamesh. In 1976 vormde hij een eigen band, Turning Point, samen met Pepi Lemer (zang) en Brian Miller. Voor deze band schreef Clyne zelf de muziek; er kwamen twee albums uit van Turning Point.
Het vervolg van zijn carrière bestond uit samenwerkingen en optredens met allerlei grote namen uit de jazzwereld. Daarnaast besteedde een groot deel van zijn tijd aan opleiding. Clyne was directeur van de Wavendon Summer Jazz Course, daarnaast gaf hij les bij de jazzopleidingen aan de Guildhall School of Music en aan de Royal Academy of Music.
Hij overleed op 72-jarige leeftijd aan een hartaanval.

## Discografie

### Gilgamesh
- Arriving Twice

### Nucleus
- Solar Plexus

### Turning Point
- Creatures Of The Night
- Silent Promise

### Diversen
- Under Milk Wood (1965) in het Stan Tracey quartet
- Commonwealth Blues (1965) in het Tubby Hayes Quartet
- Experiments With Pops (1967)
- Gyroscope (1969) Gordon Beck
- Septober Energy (1971) Centipede
- Isotope (1974)
- Twice Upon A Time (1987) met Phil Lee
- Blue (1998) in het John Stevens Ensemble
- Greek Variations & Other Aegean Exercises (2004) met Neil Ardley, Ian Carr, Don Rendell